# Segunda División A 1930/31
De Segunda División A 1930/31 was het derde seizoen van het tweede niveau van het Spaans voetbalkampioenschap. Het ging van start op 7 december 1930 en eindigde op 5 april 1931.

## Eindklassement
|    | Club                | WG | W  | G | V  | DV | DT | +/- | P  |                                     |
| -- | ------------------- | -- | -- | - | -- | -- | -- | --- | -- | ----------------------------------- |
| 1  | Valencia CF         | 18 | 12 | 2 | 4  | 37 | 25 | 12  | 26 | Promotie naar de Primera División   |
| 2  | Sevilla FC          | 18 | 10 | 3 | 5  | 42 | 26 | 16  | 23 |                                     |
| 3  | Atlético Madrid     | 18 | 11 | 1 | 6  | 47 | 31 | 16  | 23 |                                     |
| 4  | Sporting Gijón      | 18 | 8  | 2 | 8  | 50 | 31 | 19  | 18 |                                     |
| 5  | CD Castellón        | 18 | 6  | 6 | 6  | 27 | 31 | -4  | 18 |                                     |
| 6  | Real Betis          | 18 | 7  | 3 | 8  | 25 | 39 | -14 | 17 |                                     |
| 7  | Real Murcia         | 18 | 6  | 2 | 10 | 28 | 45 | -17 | 14 |                                     |
| 8  | Real Oviedo         | 18 | 4  | 6 | 8  | 39 | 41 | -2  | 14 |                                     |
| 9  | Deportivo La Coruña | 18 | 6  | 2 | 10 | 32 | 43 | -11 | 14 |                                     |
| 10 | Iberia SC           | 18 | 5  | 3 | 10 | 23 | 38 | -15 | 13 | Degradatie naar de Tercera División |

1929 · 1929/30 · 1930/31 · 1931/32 · 1932/33 · 1933/34 · 1934/35 · 1935/36 · 1936/37 · 1937/38 · 1938/39 · 1939/40 · 1940/41 · 1941/42 · 1942/43 · 1943/44 · 1944/45 · 1945/46 · 1946/47 · 1947/48 · 1948/49 · 1949/50 · 1950/51 · 1951/52 · 1952/53 · 1953/54 · 1954/55 · 1955/56 · 1956/57 · 1957/58 · 1958/59 · 1959/60 · 1960/61 · 1961/62 · 1962/63 · 1963/64 · 1964/65 · 1965/66 · 1966/67 · 1967/68 · 1968/69 · 1969/70 · 1970/71 · 1971/72 · 1972/73 · 1973/74 · 1974/75 · 1975/76 · 1976/77 · 1977/78 · 1978/79 · 1979/80 · 1980/81 · 1981/82 · 1982/83 · 1983/84 · 1984/85 · 1985/86 · 1986/87 · 1987/88 · 1988/89 · 1989/90 · 1990/91 · 1991/92 · 1992/93 · 1993/94 · 1994/95 · 1995/96 · 1996/97 · 1997/98 · 1998/99 · 1999/00 · 2000/01 · 2001/02 · 2002/03 · 2003/04 · 2004/05 · 2005/06 · 2006/07 · 2007/08 · 2008/09 · 2009/10 · 2010/11 · 2011/12 · 2012/13 · 2013/14 · 2014/15 · 2015/16 · 2016/17 · 2017/18 · 2018/19 · 2019/20 · 2020/21 · 2021/22 · 2022/23 · 2023/24 · 2024/25